# Svetlana Savelova
Svetlana Ivánovna Savelova (en ruso: Светла́на Ива́новна Савёлова; Simferópol, Unión Soviética, 7 de enero de 1942 - Moscú, Rusia, 30 de enero de 1999) fue una actriz de cine y teatro soviética y rusa. Savelova protagonizó siete películas y posteriormente actuó en numerosas obras de teatro. Por su aspecto, a veces se la llamaba la «Brigitte Bardot rusa».

## Biografía

### Infancia y juventud
Svetlana Savelova nació el 7 de enero de 1942, en la ciudad de Simferópol, entonces parte de la República Autónoma Socialista Soviética de Crimea que en ese momento estaba ocupada por las tropas de la Alemania nazi. Inmediatamente después de terminar la escuela secundaria, consiguió un trabajo en una de las farmacias de Sebastopol, en un principio tenía pensado estudiar una carrera médica, pero después de ser descubierta por el director Yakov Segel que le ofreció el papel protagonista en la película de 1960 Adiós, palomas (Прощайте, голуби) decidió dedicarse a la interpretación.

### Carrera
Savelova fue descubierta por el director de cine Yakov Segel, que buscaba una actriz para su película Adiós, palomas. Con dolor de cabeza, Segel visitó una farmacia en Sebastopol donde trabajaba Savelova. Su aspecto ingenuo y su juventud convencieron rápidamente a Segel que era ella a quien estaba buscando y le dio el papel principal de la enfermera Tania, después del gran éxito de la película, decidió posponer la carrera médica y dedicarse a la interpretación.
Después de su exitoso debut cinematográfico, se convirtió en estudiante en el Instituto de Teatro Boris Shchukin en Moscú donde estudió hasta graduarse en 1965. En sus años de estudiante, estuvo brevemente casada con el director de cine Gennadi Baisak, pero el matrimonio acabó separándose.
A lo largo de su carrera, protagonizó siete películas soviéticas: Adiós, palomas (Прощайте, голуби; 1960), ¡Escucha! (Слуша-ай!..; 1963). A esto le siguió la comedia lírica Luz verde (Зелёный огонёк; 1964). La película narraba los viajes de un joven taxista llamado Serguéi en un viejo Moskvitch por las calles de la capital, y Svetlana interpretaba a la principal de sus compañeras. Su siguiente película fue El último estafador (Последний жулик; 1966), Un día de sol y lluvia (День солнца и дождя; 1967). En 1968, se estrenó la comedia Siete ancianos y una chica (Семь стариков и одна девушка). Donde Savelova interpretaba al personaje central de Elena Velichko, una joven entrenadora que tiene el «gran honor» de fortalecer la salud de un grupo de personas mayores. La película tuvo mucho éxito convirtiéndose en una de las más vistas de ese año. Lo que le dio a la actriz la esperanza de relanzar su carrera, algo que al final no ocurrió.
Ese mismo año se estrenó, la que a la postre sería su última película, Por toda Rusia (По Руси; 1968), basada en las primeras historias de Máximo Gorki, irónicamente, su coprotagonista fue Alexéi Loktev, con quien ya había trabajado en su primera película ¡Adiós, palomas!. La película resultó ser un completo fracaso, los primeros trabajos de Gorki no fueron especialmente exitosos, algo que los productores intentaban compensar con la presencia de los actores más populares de ese momento. Sin embargo, esto no salvó la película que, a su vez, asestó un duro golpe a las carreras de muchos de los actores que habían participado en la producción. Después de esta película, a Svetlana ya no le ofrecieron más papeles en el cine.
A partir de entonces, decidió enfocar su carrera en el teatro. Después de graduarse de la universidad en 1965, ingresó en el Teatro Vajtángov (llamado así en honor del actor y director teatral ruso Yevgueni Vajtángov). Desde 1966 hasta el final de su vida trabajó en el Teatro Estatal de Moscú que lleva el nombre de Lenin Komsomol (actual Teatro Lenkom). El verdadero florecimiento de su vida creativa está asociado con la llegada de Mark Zajarov al Teatro Lenkom, un director que encontró un lenguaje común con Svetlana, vio un gran potencial en ella y le dio buenos papeles.
A partir de la década de 1980, esos papeles se fueron haciendo cada menos importantes y más distanciados. Svetlana pasó sus últimos años de vida sola. Debido a sus graves problemas financieros se vio obligada a vender su apartamento en el centro e irse a vivir a una vivienda más modesta en las afueras, ya no actuaba en el teatro, solo estaba incluida de forma nominal en la compañía, donde recibía un modesto salario. En enero de 1999, fue encontrada muerta en su piso de Moscú a la edad de 57 años, no se llevó a cabo ninguna investigación sobre las causas de la muerte, ya que Savelova no dejó familiares que pudieran haber solicitado tal investigación. Fue enterrada en el cementerio Nikolo-Arkhangelskoye en Moscú.
Sobre la vida y el trabajo de los actores Svetlana Savelova y Alexéi Loktev, se filmó la película documental ¡Lo siento, palomas! La historia de dos soledades (2008), una producción del canal de televisión Rossiya 1.

## Filmografía
| Año  | Título original              | Título en español          | Papel                              | Notas     |
| ---- | ---------------------------- | -------------------------- | ---------------------------------- | --------- |
| 1960 | Прощайте, голуби             | Adiós, palomas             | Enfermera Tania Bulatova           | Melodrama |
| 1963 | Слуша-ай!..                  | ¡Escucha! ..               | Mariyka                            | Drama     |
| 1964 | Зелёный огонёк               | Luz verde                  | Ira Saviolova                      | Comedia   |
| 1966 | Последний жулик              | El último estafador        | Kate                               | Comedia   |
| 1967 | День солнца и дождя          | Un día de sol y lluvia     | Sveta, hermana de Aliosha          |           |
| 1968 | Семь стариков и одна девушка | Siete ancianos y una chica | Elena Velichko, entrenadora novata | Telefilme |
| 1968 | По Руси                      | Por toda Rusia             | Natalia                            | Drama     |